# Marco Panascia
Marco Panascia (* 1972 in Venedig) ist ein italienischer, in den Vereinigten Staaten lebender Musiker (Kontrabass, E-Bass) des Modern Jazz.

## Leben und Wirken
Panascìa erhielt ab dem Alter von 8 Jahren klassischen Klavierunterricht. Im Alter von 16 Jahren begann er, E-Bass in verschiedenen Rockgruppen zu spielen. Am Istituto Musicale Pareggiato Vincenzo Bellini in Catania studierte er fünf Jahre lang klassischen Kontrabass bei Sebastiano Nicotra. Während der Jahre des Konservatoriums spielte Panascìa in Italien und im Ausland mit verschiedenen Kammermusikgruppen und dem Symphonieorchester des Instituts und gewann Preise bei nationalen Wettbewerben. 1992 entdeckte er den Jazz bei einem Konzert von John Patitucci. Er nahm Unterricht bei Dario Deidda, der zu seinem Haupteinfluss wurde und ihn ermutigte, elektrischen und akustischen Bass gleichermaßen zu kultivieren. In kurzer Zeit entwickelte sich Panascìa zu einem gefragten Jazzbassisten auf Sizilien und arbeitete mit Musikern wie Claudio Fasoli, Roy Paci, Andrea Beneventano, Giovanni Mazzarino, Mimmo Cafiero und Francesco Branciamore.
Panascia, der 1998 Sieger bei der Edinburgh International Double Bass Competition war, kam 1999 in die Vereinigten Staaten; seine Mentorin war Carol Kaye. Den Bachelor of Music erwarb er dann am Berklee College of Music in Boston, anschließend studierte er mit Stipendium im Masterstudiengang der Manhattan School of Music in New York. Erste Aufnahmen entstanden 1998 mit Ayako Shirasaki (Existence). In der amerikanischen Jazzszene arbeitete er seitdem u. a. mit Kenny Barron, Natalie Cole, Andy Bey, Eric Reed, Peter Bernstein und David Kikoski; außerdem gastierte er auf bekannten Festivals und Spielstätten wie dem Montreux Jazz Festival, dem Hollywood Bowl und dem Kennedy Center for the Performing Arts.
Mit dem Jazzpianisten Eldar nahm Panascia die beiden Alben Live at the Blue Note und Re-imagination auf, letzteres erhielt 2008 eine Grammy-Nominierung in der Kategorie Bestes zeitgenössisches Jazz-Album. Im Laufe seiner Karriere arbeitete er weiterhin mit Lee Konitz, Joe Lovano, Quincy Jones, Bobby McFerrin, Dave Liebman, Roy Hargrove, Chris Botti, Gary Burton, Seamus Blake, Peter Erskine, Adam Nussbaum, Alvin Queen, sowie im Trio mit Tamir Hendelman und Lewis Nash. In New York tritt er des Weiteren mit eigenem Trio und Quintett auf.
Im Bereich des Jazz war er zwischen 2003 und 2017 an 26 Aufnahmesessions beteiligt, u. a. auch mit Claudio Roditi, Salvatore Bonafede, Claude Bolling, Benito Madonia, Dado Moroni und Hendrik Meurkens.